# Союз ТМ-13
Союз ТМ-13 — радянський пілотований космічний корабель (КК) серії «Союз ТМ», типу 7К-СТМ, індекс ГРАУ 11Ф732. Серійний номер 63. Міжнародні реєстраційні номери: NSSDC ID: 1991-069A; NORAD ID: 21735.
Останній радянський пілотований космічний корабель.
Дванадцятий пілотований політ корабля серії «Союз ТМ» до орбітальної станції Мир. 13й пілотований політ до орбітальної станції Мир, 145й пілотований політ, 142й орбітальний політ, 73й радянський політ.
Корабель замінив Союз ТМ-12 як рятувальний апарат у зв'язку з обмеженою тривалістю експлуатації корабля.
Вдруге в історії радянської космонавтики тримісний космічний корабель вийшов на орбіту без бортінженера на борту.

## Екіпаж

### На старті
- Олександр Волков (3 політ)
- Токтар Аубакіров (1 політ)
- Франц Фібек (1 політ)

#### Дублерний
- Командир — Олександр Вікторенко
- Бортінженер — Талгат Мусабаєв
- Космонавт-дослідник — Латаллер Клеменс

### При посадці
- Олександр Волков (3 політ)
- Сергій Крикальов (2 політ)
- Клаус-Дітріх Фладе (1 політ)

## Інші польоти
Під час польоту корабля Союз ТМ-13:
- тривав політ радянської орбітальної станції Мир з пристикованим транспортним космічним кораблем Союз ТМ-12;
- закінчився політ транспортного космічного корабля Союз ТМ-12;
- відбулись польоти:

- американських шатлів Атлантіс (STS-44), Діскавері (STS-42);
- радянських вантажних космічних кораблів Прогрес М-10 і Прогрес М-11;

- почався політ радянського транспортного космічного корабля Союз ТМ-14 і американського шатла Атлантіс (STS-45).

## Політ

### Запуск Союзу ТМ-13
2 жовтня 1991 о 05:59:38 UTC з космодрому Байконур ракетою-носієм Союз-У2 (11А511У2) було запущено космічний корабель Союз ТМ-13 з екіпажем: командир Волков Олександр Олександрович (СРСР), космонавт-дослідник Токтар Аубакіров (СРСР/Казахстан), космонавт-дослідник Франц Фібьок (Австрія). Австрія стала 23 країною, що відправила свого представника в космос.

### Стикування Союзу ТМ-13
4 жовтня 1991 о 07:38:42 UTC космічний корабель Союз ТМ-13 пристикувався до заднього стикувального вузла модуля Квант орбітального комплексу Мир.
Після стикування на станції перебували: командир дев'ятого основного екіпажу Арцебарський Анатолій Павлович, бортінженер дев'ятого основного екіпажу Крикальов Сергій Костянтинович, командир десятого основного екіпажу Волков Олександр Олександрович (СРСР), космонавт-дослідник екіпажу восьмих відвідин Токтар Аубакіров (СРСР/Казахстан), космонавт-дослідник екіпажу восьмих відвідин Франц Фібьок (Австрія).
Космонавти-дослідники фотографували власні країни з орбіти, здійснювали експерименти зі створення матеріалів і медичні дослідження.
Для неінвазивного вимірювання тиску крові і відстеження кровообігу в умовах невагомості було використано спеціальну сенсорну куртку. Також було досліджено роботу м'язів рук і ног. Дослідження здійснювались для збільшення інформації про функціонування тіла людини в умовах невагомості.
Експеримент Аудімир досліджував орієнтацію за звуком.
Експеримент ЛОГІОН вивчав випромінювання іонів рідким металом в умовах космосу. Дослідження здійснювалось для запобігання пробоїв, що є частою причиною втрати живлення космічними апаратами.
Частину експериментів продовжив десятий основний екіпаж.

### Відстикування Союзу ТМ-12
10 жовтня 1991 о 00:55:08 UTC космічний корабель Союз ТМ-12 з екіпажем — командир Арцебарський Анатолій Павлович, космонавт-дослідник Токтар Аубакіров (СРСР/Казахстан), космонавт-дослідник Франц Фібьок (Австрія) — відстикувався від заднього стикувального вузла модуля Квант орбітального комплексу Союз ТМ-13+Мир.
Після відстикування на станції залишився десятий основний екіпаж: командир Волков Олександр Олександрович, бортінженер Крикальов Сергій Костянтинович (залишився зі складу дев'ятого основного екіпажу, оскільки на Союзі ТМ-13 не було бортінженера).

### Посадка Союзу ТМ-12
10 жовтня 1991 о 03:45 UTC корабель Союз ТМ-12 увімкнув двигуни на гальмування для сходу з орбіти, о відокремився орбітальний відсік, о 04:12:18 UTC спускний апарат приземлився за 69 км на північний захід від міста Аркалик.
За політ австрійця було заплачено 7 мільйонів $, казахський космонавт здійснив політ частково для забезпечення використання космодрому Байконур після проголошення незалежності Казахстаном.

### Перестикування Союзу ТМ-13
15 жовтня 1991 о 01:00:25 UTC космічний корабель Союз ТМ-13 з десятим основним екіпажем станції відстикувався від переднього стикувального вузла базового блоку комплексу Мир. О 02:45:08 UTC космічний корабель Союз ТМ-13 пристикувався до заднього стикувального вузла модуля Квант орбітального комплексу Мир. Перестикуванням було звільнено передній стикувальний вузол базового блоку для прийому вантажного корабля Прогрес М-10.
У жовтні 1991 космонавти висунули зі шлюзової камери для експериментів стрілу Діаграма для дослідження атмосфери навколо станції.

### Прогрес М-10 (запуск і стикування)
17 жовтня 1991 о 00:05:25 UTC з космодрому Байконур ракетою-носієм Союз-У2 (11А511У2) було запущено вантажний космічний корабель Прогрес М-10.
19 жовтня 1991 стикування було скасовано при наближенні корабля на 150 м.
21 жовтня 1991 о 03:40:50 UTC Прогрес М-10 пристикувався до переднього стикувального вузла базового блоку орбітального комплексу Мир+Союз ТМ-13.
5 листопада. На установці «Галлар» завершився процес вирощування в невагомості ще одного монокристала арсеніду галію.
За планом астрономічних досліджень екіпаж здійснив серію зйомок окремих ділянок зоряного неба за допомогою телескопа «Глазар-2» в ультрафіолетовому діапазоні спектра.
12 грудня. Спектрометрична зйомка околиць міста Єйська апаратурою ИТС-7Д, МКС-М2, ТВ-камерою. Наведення фотоапаратури здійснювалося автоматично. При цьому коректування платформи не потребувалось.
13 грудня. Космонавти продовжили зйомки різних регіонів планети. Роботи здійснювались за програмою дослідження природних ресурсів Землі. Районами дослідження були вибрані південно-східна частина Азійського континенту, острови Індонезії і Австралія.
Виконано кілька астрофізичних експериментів з використанням спектрометрів «Букет», «Гранат» і «Марія».
Медичні дослідження Олександра Волкова і Сергія Крикальова підтвердили, що самопочуття космонавтів хороше.
17 грудня. Екіпаж виконав кілька серій зйомок суші і акваторії світового океану.
В другій половині дня за програмою космічного матеріалознавства виконана плавка на установці «Зона 03». Метою цієї роботи, розрахованої на 5 діб, було одержання в невагомості монокристала телуриду кадмію з поліпшеними технологічними характеристиками.
26 грудня 1991 відбувся розпад СРСР, що спричинило перехід станції під контроль Федера́льного космі́чного аге́нтства (Ро́скосмосу), утвореного указом Президента РФ 25 лютого 1992. Формально космонавти стали громадянами російської Федерації.
Станом на кінець року загальна потужність сонячних батарей знизилась до 10 кВт. 4 з 6-ти гіроскопів модуля Квант-2 і 1 з 6-ти гіроскопів модуля Квант (5 з 12-ти) вийшли з ладу. Космонавти замінили буферні електричні батареї.

### Прогрес М-10 (відстикування і знищення)
13 січня 1992 Прогрес М-10 дозаправив баки станції паливом, відстикування планувалось 18 січня 1992, однак було відкладено внаслідок проблем з обертання гіроскопів, що вплинуло на висоту польоту станції.
20 січня 1992 о 07:13:44 UTC вантажний космічний корабель Прогрес М-10 відстикувався від переднього стикувального вузла базового блоку орбітального комплексу Мир+Союз ТМ-13.
20 січня 1992 об 11:13:50 UTC корабель увімкнув двигуни на гальмування для сходу з орбіти, відокремилась балістична капсула, корабель згорів у щільних шарах атмосфери. Капсула приземлилась о 12:03:30 UTC.

### Прогрес М-11 (запуск і стикування)
25 січня 1992 о 07:50:20 UTC з космодрому Байконур ракетою-носієм Союз-У2 (11А511У2) було запущено вантажний космічний корабель Прогрес М-11.
Під час наближення корабля до станції оператори центру керування польотами страйкували, вимагаючи збільшення зарплат і не контролювали зближення корабля.
27 січня 1992 о 09:30:43 UTC Прогрес М-11 пристикувався до переднього стикувального вузла базового блоку орбітального комплексу Мир+Союз ТМ-13. Корабель доставив обладнання для ремонту гіроскопів станції.
У січні 1992 було припинено використання морських кораблів «космічного флоту» для забезпечення польоту станції, у зв'язку з бюджетним дефіцитом. Частина кораблів використовувалась для забезпечення польотів безпілотних апаратів, але їх можна було повернути для використання за програмою Мир.
У середині лютого Мир щодоби 9 годин не мав зв'язку з ЦУПом внаслідок скорочення фінансування системи контролю за траєкторією.

### Вихід у відкритий космос
20 лютого 1992 о 20:09 UTC десятий основний екіпаж станції — командир Волков Олександр Олександрович, бортінженер Крикальов Сергій Костянтинович — почав вихід у відкритий космос. Теплообмінник у скафандрі Олександра Волкова Орлан-ДМА вийшов з ладу, що змусило терміново змінити план виходу, командир залишався біля люку і не міг допомогти Сергію Крикальову переміститись на місце роботи на модулі Квант з допомогою «Стріли». Волков допоміг встановити зразки для випливу космічного випромінювання біля люку, після цього Крикальов «спустився» вздовж модуля Квант-2 і перемістився вздовж базового блоку до модуля Квант. Бортінженер розібрав обладнання, що використовувалось у липні 1991 для збирання ферми Софора, потім почистив камери на Кванті. Наостанок він зібрав зразки з третіх панелей сонячних батарей, доданих до базового блоку 1988. 21 лютого о 00:21 UTC екіпаж закінчив вихід у відкритий космос тривалістю 4 години 12 хвилин.

### Прогрес М-11 (відстикування і знищення)
До відстикування Прогрес М-11 збільшив висоту орбіти комплексу до 413–380 км.
13 березня 1992 о 08:43:40 UTC вантажний космічний корабель Прогрес М-11 відстикувався від переднього стикувального вузла базового блоку орбітального комплексу Мир+Союз ТМ-13.
13 березня 1992 о 14:54 UTC корабель увімкнув двигуни на гальмування для сходу з орбіти і о 15:47 UTC згорів у щільних шарах атмосфери.

### Перестикування Союзу ТМ-13
14 березня 1992 об 11:43 UTC космічний корабель Союз ТМ-13 з десятим основним екіпажем станції  — командир Волков Олександр Олександрович, бортінженер Крикальов Сергій Костянтинович — відстикувався від заднього стикувального вузла модуля Квант комплексу Мир. О 12:10 UTC космічний корабель Союз ТМ-13 пристикувався до переднього стикувального вузла базового блоку орбітального комплексу Мир. Перестикуванням було звільнено задній стикувальний вузол модуля Квант для прийому транспортного корабля Союз ТМ-14.

### Запуск Союзу ТМ-14
17 березня 1992 о 10:54:30 UTC з космодрому Байконур ракетою-носієм Союз-У2 (11А511У2) було запущено космічний корабель Союз ТМ-14 з екіпажем: командир Вікторенко Олександр Степанович, бортінженер Калері Олександр Юрійович, космонавт-дослідник Клаус-Дітріх Фладе (Німеччина).
У цей час на орбіті перебувала: орбітальна станція Мир з пристикованим космічним кораблем Союз ТМ-13.

### Стикування Союзу ТМ-14
19 березня 1992 о 12:32:50 UTC космічний корабель Союз ТМ-14 пристикувався до заднього стикувального вузла модуля Квант орбітального комплексу Мир.
Після стикування на станції перебували: командир десятого основного екіпажу Волков Олександр Олександрович, бортінженер десятого основного екіпажу Крикальов Сергій Костянтинович, командир одинадцятого основного екіпажу Вікторенко Олександр Степанович, бортінженер одинадцятого основного екіпажу Калері Олександр Юрійович, космонавт-дослідник екіпажу дев'ятих відвідин Клаус-Дітріх Фладе (Німеччина).
Фладе став другим німцем у космосі. Під час польоту він виконав 14 німецьких експериментів у рамках підготовки Німеччини до участі у проектах орбітальних станцій Фрідом і Колумбус.

### Відстикування Союзу ТМ-13
25 березня 1992 о 05:29:03 UTC космічний корабель Союз ТМ-13 з екіпажем — командир Волков Олександр Олександрович, бортінженер Крикальов Сергій Костянтинович, космонавт-дослідник екіпажу дев'ятих відвідин Клаус-Дітріх Фладе (Німеччина). відстикувався від переднього стикувального вузла базового блоку орбітального комплексу Союз ТМ-14+Мир.
Після відстикування на станції залишився одинадцятий основний екіпаж: командир Вікторенко Олександр Степанович, бортінженер Калері Олександр Юрійович,

### Посадка Союзу ТМ-13
25 березня 1992 о 07:55 UTC корабель Союз ТМ-13 увімкнув двигуни на гальмування для сходу з орбіти, о відокремився орбітальний відсік, о 08:51:22 UTC спускний апарат приземлився за 85 км на північний схід від міста Аркалик. За використання аеропортів і рятувальних вертольотів у пошуково-рятувальній операції НВО Енергія заплатила Казахстану 15 тис. $.